# Alexandre Vitberg
Alexandre Lavrentievitch Vitberg (en russe : Александр Лаврентьевич Витберг), né Carl Magnus Witberg, est un artiste et architecte russe d'origine suédoise, né à Saint-Pétersbourg le 15 janvier 1787 (26 janvier dans le calendrier grégorien) et décédé à Saint-Pétersbourg le 12 janvier 1855 (24 janvier dans le calendrier grégorien).

## Biographie
Carl Magnus Wittberg naît dans une famille suédoise installée à Saint-Pétersbourg en 1775. Son père Lorentz Wittberg enseigne à l'école de la garde du régiment Préobrajensky. Carl Magnus Wittberg entre au corps des mines, mais change en 1802 pour entrer à l'école de l'Académie impériale des beaux-arts, où il fait connaissance de son vice-président Alexandre Labzine (en) (1766-1825) qui le convainc d'entrer à la loge maçonnique Le Sphinx mourant, dont il est le maître. Wittberg reçoit toutes les petites et grandes médailles d'or de l'Académie, dont la médaille d'or reçue en 1807 pour son projet dit des Trois jeunes gens. Il termine l'Académie cette même année, mais y demeure en tant que « pensionnaire-voyageur ». Il reçoit encore une médaille d'or en 1808 pour son tableau La Vérité russe et en 1809 pour Andromaque pleurant la mort d'Hector à la suite de quoi il est assistant du professeur Ougrioumov dans la classe de dessin d'après nature.
En 1813, Wittberg part pour Moscou afin de dessiner des vignettes et peindre des huiles représentant la guerre de 1812. Il réalise des portraits d'officiers anciens combattants de cette campagne, ce qui élargit encore le cercle de ses relations. C'est sur le conseil du prince Galitzine (alors ministre de l'Instruction publique) qu'il commence à enseigner l'architecture. En 1814, le concours pour la réalisation de la cathédrale du Christ-Sauveur est ouvert, dont le projet est nourri par l'empereur Alexandre depuis la guerre. La cathédrale doit être construite pour rendre grâces, après la victoire russe sur les armées de Napoléon.

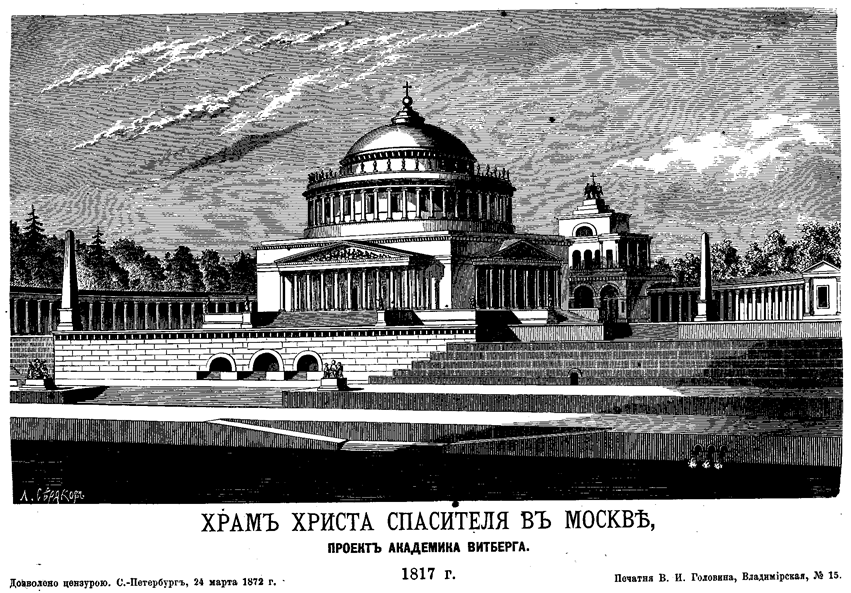
Projet de Vitberg de la première cathédrale du Christ-Sauveur

Contre toute attente, Alexandre, qui a pourtant examiné un grand nombre de projets produits par des architectes professionnels, s'arrête sur celui de Wittberg qui est grandiose: la cathédrale est trois fois plus grande que la cathédrale qui sera finalement construite et comporte une colonnade de six cents colonnes avec un panthéon. Le projet est estimé pour la somme énorme de seize millions de roubles. La première pierre est bénite sur la colline aux moineaux le 12 octobre 1817, pour le cinquième anniversaire du départ des Français de Moscou. La cérémonie, à laquelle assiste l'empereur, coûte vingt-quatre mille roubles et quatre cent mille moscovites et invités y assistent. Vingt-mille serfs sont embauchés pour les travaux. Wittberg devient assesseur de collège et se voit décerner la croix de Saint-Vladimir.
En 1818, le père de Wittberg est admis dans la noblesse russe et Carl Magnus se convertit à l'orthodoxie, prenant le nom d'Alexandre, en l'honneur du tsar.
Les travaux se poursuivent de mal en pis pendant sept ans, et le chantier est si mal dirigé que finalement tout s'arrête. Il apparaît qu'un million de roubles a été dilapidé. Le nouvel empereur Nicolas Ier monte sur le trône et une enquête judiciaire aboutit à un procès qui va s'éterniser. En 1835, les juges décident finalement d'une amende d'un million de roubles à l'encontre de Wittberg et de ses directeurs de chantier, de plus Wittberg est exilé à Viatka et ses biens confisqués.
L'architecte déchu est fort bien accueilli par l'élite locale dont son gouverneur Kirill Tioufiaïev (1777-1845). Il fait également la connaissance d'Alexandre Herzen. Il se remet à dessiner des plans dont celui de la cathédrale Saint-Alexandre-Nevski et un portail d'accès au jardin Alexandre commandé par le gouverneur, malgré les réticences du ministère de l'Intérieur. Le portail est finalement construit.
Alexandre Vitberg retrouve le droit de retourner à Saint-Pétersbourg en 1840, mais il vit dans la gêne et doit nourrir sa famille. Il reçoit une pension de 400 roubles. Sa femme meurt en 1852 et il est frappé d'une attaque de paralysie. Il meurt en 1855. Il est enterré au cimetière Volkovo. Sa tombe a été détruite à l'époque soviétique.
Ses Mémoires ont été publiés en 1872.

## Famille

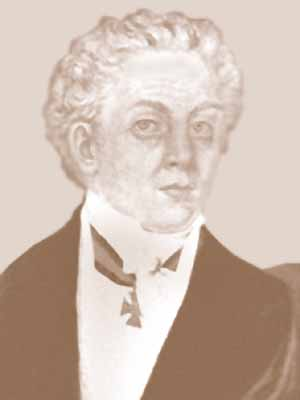
Autoportrait

La première femme d'Alexandre Vitberg meurt pendant les années du procès, ainsi que son père Lorentz. Il se marie en secondes noces en février 1835 avec Evdokia Viktorovna Pouzyrevskaïa qui lui donne : Victor (décembre 1835-?), Sofia (ru) (1840-1913) et Fiodor (ru) (1846-1919), historien, pédagogue et écrivain.